# Abetarda-gigante
Abetarda-gigante ou abetarda-de-kori (Ardeotis kori) é uma ave da família Otididae que ocorre no sul e oeste africano. Habita zonas savanas áridas e de mato com pouca vegetação, incluindo os desertos do Calaári e Namibe. É uma espécie com estado de conservação considerado vulnerável.
É uma ave de grandes dimensões, com comprimento situado entre 120 e 150 cm para os machos e 100 a 120 cm para as fêmeas, e grande envergadura, que pode variar de 2,45 a 2,80 metros. O dorso, asas e cauda são castanhos claro, e a zona da barriga é branca. O pescoço comprido é branco riscado de negro e a cabeça apresenta uma crista negra, muito evidente. As penas primárias e secundárias das asas são cinzento-claro manchado de preto, e o seu contraste com o corpo castanho e branco é uma das características mais marcantes da espécie em voo. As patas são altas e amarelas e o bico é acinzentado.
A abetarda-gigante é uma espécie de hábitos solitários e nómadas. Alimenta-se ao nível do solo, de insectos, pequenos vertebrados, sementes e cápsulas, principalmente de Acacia. Se perturbada, tende a fugir correndo, mas pode levantar voo de repente.
A época de reprodução decorre entre Outubro e Fevereiro, quando as abetardas-gigantes se juntam em pares. Os casais não constroem ninho e as fêmeas depositam os ovos directamente no solo. Cada postura contém 2 ovos, por vezes apenas 1, de cor verde-azeitona ou castanho-esverdeado. O período de incubação, registado apenas em condições de cativeiro, é de 27 a 30 dias. Os juvenis recebem cuidados parentais durante vários meses e aprendem a voar no fim do primeiro trimestre de vida. As abetardas-gigantes atingem a maturidade sexual por volta dos três anos.